# Sainte-Melaine
Sainte-Melaine era una comuna francesa que estaba situada en el departamento de Calvados, de la región de Normandía, que en 1860 pasó a formar parte de la comuna de Pont-l'Évêque.

## Demografía
| Gráfica de evolución demográfica de Sainte-Melaine entre 1800 y 1856 |
|                                                                      |

Los datos demográficos contemplados en este gráfico se han cogido de la página francesa EHESS/Cassini.